# 2001. évi téli európai ifjúsági olimpiai fesztivál
A 2001. évi téli európai ifjúsági olimpiai fesztivált hivatalos nevén az V. téli európai ifjúsági olimpiai fesztivál egy több sportot magába foglaló nemzetközi sportesemény, melyet 2001. március 10. és 16. között rendeztek Vuokattiban, Finnországban.

## Versenyszámok
| Versenyszámok a 2001. évi európai téli ifjúsági olimpiai fesztiválon |       |     |        |          |
| Sportág, szakág                                                      | férfi | női | vegyes | összesen |
| Alpesisí                                                             | 2     | 2   |        | 4        |
| Biatlon                                                              | 2     | 2   | 1      | 5        |
| Gyorskorcsolya                                                       | 2     | 2   |        | 4        |
| Hódeszka                                                             | 2     | 2   |        | 4        |
| Jégkorong                                                            | 1     |     |        | 1        |
| Sífutás                                                              | 3     | 3   | 1      | 7        |
| Síugrás                                                              | 2     | 1   |        | 3        |
|                                                                      |       |     |        |          |
| Összesen                                                             | 14    | 12  | 2      | 28       |

## Éremtáblázat
| A 2001. évi téli ifjúsági olimpiai fesztivál éremtáblázata | A 2001. évi téli ifjúsági olimpiai fesztivál éremtáblázata | A 2001. évi téli ifjúsági olimpiai fesztivál éremtáblázata | A 2001. évi téli ifjúsági olimpiai fesztivál éremtáblázata | A 2001. évi téli ifjúsági olimpiai fesztivál éremtáblázata | Olimpia  |
| ---------------------------------------------------------- | ---------------------------------------------------------- | ---------------------------------------------------------- | ---------------------------------------------------------- | ---------------------------------------------------------- | -------- |
|                                                            | Ország                                                     | Arany                                                      | Ezüst                                                      | Bronz                                                      | Összesen |
| 1.                                                         | Oroszország                                                | 11                                                         | 3                                                          | 2                                                          | 16       |
| 2.                                                         | Finnország                                                 | 3                                                          | 2                                                          | 8                                                          | 13       |
| 3.                                                         | Olaszország                                                | 3                                                          | 2                                                          | 3                                                          | 8        |
| 4.                                                         | Németország                                                | 3                                                          | 2                                                          | 2                                                          | 7        |
| 5.                                                         | Norvégia                                                   | 1                                                          | 4                                                          | 4                                                          | 9        |
| 6.                                                         | Ausztria                                                   | 1                                                          | 4                                                          | 1                                                          | 6        |
| 7.                                                         | Csehország                                                 | 1                                                          | 3                                                          | 0                                                          | 4        |
| 8.                                                         | Svédország                                                 | 1                                                          | 2                                                          | 1                                                          | 4        |
| 9.                                                         | Hollandia                                                  | 1                                                          | 1                                                          | 1                                                          | 3        |
|                                                            | Lengyelország                                              | 1                                                          | 1                                                          | 1                                                          | 3        |
| 11.                                                        | Svájc                                                      | 1                                                          | 1                                                          | 0                                                          | 2        |
| 12.                                                        | Szlovénia                                                  | 1                                                          | 0                                                          | 1                                                          | 2        |
| 13.                                                        | Fehéroroszország                                           | 0                                                          | 1                                                          | 2                                                          | 3        |
|                                                            | Franciaország                                              | 0                                                          | 1                                                          | 2                                                          | 3        |
| 15.                                                        | Litvánia                                                   | 0                                                          | 1                                                          | 0                                                          | 1        |
|                                                            |                                                            |                                                            |                                                            |                                                            |          |
| Összesen                                                   | Összesen                                                   | 28                                                         | 28                                                         | 28                                                         | 84       |